# 西田武生
西田 武生（にしだ たけお、1922年〈大正11年〉3月6日 - 2022年〈令和4年〉7月6日）は、日本のファッションデザイナー。秋篠宮紀子、美空ひばり、黒柳徹子らのドレスなどを手がけた。

## 経歴
1922年（大正11年）、富山県高岡市に生まれる。1938年（昭和13年）、伏木商業学校を卒業後、横浜造船横浜工場に入社。1940年（昭和15年）、伏木富山港の税関貨物取扱人になる。1944年（昭和19年）、中国北東部へ徴兵のため応召される。1945年（昭和20年）、召集解除となり富山に戻る。
1947年（昭和22年）、大和高岡店に就職、宣伝部で働き、のちに洋裁部で働いていた女性と結婚する。
1951年（昭和26年）夏、妻と共に上京する。半年後、伊勢丹主催の「婦人子供服デザインコンクール」で婦人服特選入賞となる。伊東茂平の指導を受ける。1953年（昭和28年）、みくらに入社。
1962年（昭和37年）、西田武生デザインルームを創設し、ブランド「TAKEO NISHIDA（タケオ ニシダ）」を立ち上げる。1963年（昭和38年）より全国の専門店や百貨店に「西田武生プレタポルテ」コーナーを設置する。1975年（昭和50年）、ブテック武生を設立。1985年（昭和60年）8月、エジンバラ城ロイヤル・コレクションに参加する。
2012年（平成24年）、新ブランド「Lady Nishida（レディ ニシダ）」を立ち上げる。
2022年（令和4年）7月6日、老衰のため100歳で死去。

### 家族
長女は中国料理研究家の倉島寿永子。寿永子の夫は元デビスカップ日本代表強化選手のプロテニスプレーヤー倉島英造。二人の娘（武生の孫）は、プロテニスプレーヤーであり服飾デザイナーの倉島侑里。侑里の夫は、東京交響楽団正指揮者を務める指揮者の原田慶太楼。